# つばきファクトリー CONCERT TOUR〜PARADE 日本武道館スッペシャル〜
『つばきファクトリー CONCERT TOUR〜PARADE 日本武道館スッペシャル〜』（つばきファクトリー コンサート ツアー パレード にほんぶどうかんスッペシャル）は、つばきファクトリーのライブビデオ。2022年10月5日にアップフロントワークス（zetimaレーベル）から発売。

## 概要
- 本作は前作『つばきファクトリー メジャーデビュー5周年記念ライブ 〜君ならで誰にか見せむ椿の花色をも香をも知る人ぞ知る〜』と異なり、Blu-ray盤・DVD盤の2種でリリース[1]。
- Blu-ray盤では特典としてフォトブックレットを封入。
- 2022年5月16日の日本武道館公演を収録。

## 収録内容
1. OPENING
2. マサユメ
3. 涙のヒロイン降板劇
4. 約束・連絡・記念日
5. 笑って
6. MC
7. 弱さじゃないよ、恋は
8. ふわり、恋時計
9. メドレー
10. 初恋サンライズ【メドレー】
11. ハナモヨウ【メドレー】
12. イマナンジ?【メドレー】
13. I Need You 〜夜空の観覧車〜【メドレー】
14. 低温火傷【メドレー】
15. 純情cm(センチメートル)【メドレー】
16. アドレナリン・ダメ
17. 足りないもの埋めてゆく旅
18. VTR
19. 最上級Story
20. だからなんなんだ!
21. ガラクタDIAMOND
22. 可能性のコンチェルト
23. My Darling 〜Do you love me?〜
24. MC
25. 断捨ISM
26. 三回目のデート神話
27. 今夜だけ浮かれたかった
28. 愛は今、愛を求めてる
29. 表面張力〜Surface Tension〜【ENCORE】
30. MC【ENCORE】
31. ハッピークラッカー【ENCORE】
32. 帰ろう レッツゴー!【ENCORE】

### 特典映像（Blu-rayのみ）
1. バックステージ映像